# Ольшина
Ольшина (Нижнесилезское воеводство) (пол. Olszyna (województwo dolnośląskie), нем. Langenöls) — город в Польше, входит в Нижнесилезское воеводство, Любаньский повят. Население 4697 человек (на 2006 год).